# Leon Popielarz
Leon Popielarz (ur. 28 czerwca 1948 w Stargardzie) – dziennikarz, prezenter telewizyjny, publicysta, reżyser filmów dokumentalnych, podróżnik i działacz żeglarski.
Absolwent (1973) Politechniki Szczecińskiej, (automatyka przemysłowa), obecnie ZUT - Zachodniopomorski Uniwersytet Technologiczny w Szczecinie, członek Akademickiego Radia "Pomorze" (zastępca redaktora naczelnego), współpracownik Dwutygodnika "Student", Tygodnika "Politechnik", oraz Programu II Polskiego Radia, przez 33 lata (1974 - 2007) pracował w szczecińskim oddziale TVP. Współzałożyciel (z Waldemarem Heflichem i Markiem Kwaśnickim) i Prezes Fundacji Polski Jacht w Pucharze Ameryki "Polska 1".

## Producent i dziennikarz

### Producent telewizyjny
- producent cyklu "Stacja PRL" (20 odcinków – film dokumentalny o historii PRL) dla TVP 1 – film nominowany do Grand Press 2000 i 2001, reprezentował TVP na Festiwalu Filmów Edukacyjnych w Bazylei w 2003
- producent filmu dokumentalnego "Metryka Goździka" – film nominowany do nagrody Grand Press 2002, reprezentował TVP na Konkursie Europejskich Telewizji Regionalnych Circom Regionale 2003 oraz na Festiwalu Filmowym Japan Prize – 2003 (nominowany do nagrody głównej)
- autor i producent "Pomorskich Pejzaży Historycznych" – cykl 10 odcinków historycznego filmu dokumentalnego o 1000 letniej historii Pomorza Zachodniego dla TVP 1 (cykl zakupiony przez dystrybutora niemieckiego, filmy kwalifikowane na festiwale oraz konkursy krajowe i zagraniczne) – 2003-04.
- producent cyklu "Dom pełen zwierząt" (ponad 80 odcinków) dla TVP 1, w latach 1998 - 2002
- producent cyklu "Katalog zabytków" (70 odcinków) dla TVP 1
- producent i współautor Magazynu żeglarskiego "Z wiatrem i pod wiatr" dla TVP 1 (1988 - 1991), TVP 2 (1994-1997) i TVP 3 (1997 - 2001)
- producent (i współautor formatu telewizyjnego) cyklu "Telewizyjny Przewodnik po Kraju - Para w Polskę" dla TVP 1 (40 odcinków w latach 2003-2004) – I Nagroda (w 2003 r.) w konkurencji programów telewizyjnych w „Konkursie im. M. Orłowicza na najlepsze materiały prasowe, radiowe i telewizyjne promujące polską turystykę krajową”, organizowanym przez Polską Organizację Turystyczną, nagroda Ministra Gospodarki (2004).

### Autor filmów sportowych i żeglarskich
- "Sportowcy 40-lecia" dla TVP2 – cykl filmów dokumentalnych o najwybitniejszych polskich sportowcach z okresu powojennego: Aleksy Antkiewicz (boks), Edward Czernik (l.a.), Edward Jancarz (żużel), Kazimierz "Kuba" Jaworski (morskie żeglarstwo regatowe), Bogdan Kramer (bojery), Zdzisław Krzyszkowiak (l.a.), Wiesław Maniak (l.a.), Edward Smalcerz (podnoszenie ciężarów), Marian Tałaj (judo), Andrzej "Andy" Zawieja (żeglarstwo), Rajmund Zieliński (kolarstwo).
- reportaże filmowe z największych imprezach żeglarskich świata dla TVP 1 i TVP 2, m.in.: w Kilonii, Stenungsbaden, Klintholm, Nieuwpoort, Kopenhadze, Porto Cervo, Palma de Mallorca, Cagliari, La Rochele, Pireusie, Punta Ala, Walencja, Cowes, Plymuth, na Wielkich Jeziorach Amerykańskich (we współpracy z W. Heflichem, do większości własne zdjęcia filmowe)
- filmy żeglarskie dla TVP 1 i TVP 2: "30 mil morskich", "Regaty Jesienne", "America's Cup", "Admiral's Cup", "Polska z wiatrem" (o Żeglarskich Mistrzostwach Świata w Marstrand),
- sportowe reportaże i filmów dokumentalne dla TVP 1 i TVP 2. m.in.: "Pogoń za Pucharem" (o historii piłki nożnej w Szczecinie - 1982), "Bon Ton w Białym Borze" (o mistrzostwach świata w WKKW w Białym Borze - 1983), "Czwórka w ręku" (o mistrzostwach świata w powożeniu zaprzęgami czterokonnymi w Łobzie - 1984), "Interes czy zabawa" (o najlepszych polskich brydżystach - 1987), "Szlemiki pod Wieżą Eifla" (o zwycięstwie polskiej pary: Bolesław Ostrowski - Piotr Gawryś w Paryżu - 1988), "Bez jednej w Jokohamie" (reportaż z brydżowych Mistrzostw Świata w Jokohamie – 1991), "Tratwą przez Atlantyk" i "Dopłynąć do Puerto Rico" (o wyczynie szczecińskiej wyprawy pod dowództwem Krzysztofa Opieli - 1992, współautor drugiego filmu - K. Opiela) oraz "Pokonać Bałtyk" i "Boguś zaczekaj" (o dwóch próbach przepłynięcia Bałtyku wpław przez Bogusława Lizaka - 1984 i 1985).
- filmowe sylwetki szczecińskich sportowców, m.in. Zbysław Zając (kolarstwo torowe, Leszek Szemel (pływanie, piłka wodna), Jerzy Cieśla (l.a. - twórca LKS Pomorze Stargard), Ryszard Wiśniewski (hokej i piłka nożna), Aleksy Szołomicki (siatkówka), Janusz Brzozowski (piłka ręczna), Andrzej Bartosik (żeglarstwo), Krzysztof Pierwieniecki (boks) – dla Rozłączonej Sieci Programu II - 1975-77.

### Autor filmów dokumentalnych o tematyce społecznej
- filmy dokumentalne (dla Redakcji Publicystyki i Reportażu TVP 2): m.in. "Człowiek z żelaza" (o Mieczysławie Dopierale, w grudniu 1970 przywódcy szczecińskiego Ogólnomiejskiego Komitetu Strajkowego  - 1985), tryptyk o Akirze Fujimoto: "Polak awansuje" (1986), "Bliskie spotkanie II stopnia" (1987) i "Misja niemożliwości Akira Fujimoto" (o szczecinianinie Wiesławie Romanowskim - trzeci zrealizowany w Tokio w 1991) oraz "Zdzichu Precyzyjny" (o szczecińskim kapitaliście Zdzisławie Żniniewiczu - 1985), "Rodzinny klan" (o rodzinie siedmiu braci Staniuków, słupskich rzemieślnikach i przedsiębiorcach - 1986), "Polka dla cudzoziemca" (o agencji towarzyskiej - 1986), "Okno na świat" (historia portowego Świnoujścia - 1987), "Każdego roku w Marstrand" (1990), "Dom dla Ani" (o niepełnosprawnej Ani Jaskierskiej - 1986), Wielka Wioska Wacława Lipskiego" (o pokojowej inicjatywie młynarza z Białogardy - 1986), "Żyć w naturze - Kazimierz Rabski" (o dyrektorze Słowińskiego Parku Narodowego - 1993) oraz na zlecenie Rektora Politechniki Szczecińskiej: "Politechnika Szczecińska" (wyświetlany podczas prezentacji uczelni w Paryżu - 1986) i "Od Bratniej Pomocy do NZS" (o organizacjach studenckich i akademickich na Politechnice Szczecińskiej - 1986)

### Autor filmów o tematyce historycznej, geograficznej i podróżniczej
- cykl "Informator Turystyczny" dla TVP1 - kilkanaście filmów o walorach turystyczno-przyrodniczych województw: koszalińskiego, pilskiego, słupskiego i szczecińskiego, m.in. "Wzdłuż Dolnej Odry", Człuchów, Wałcz, Bytów, "Jezioro Miedwie", "Pojezierze Drawskie", Woliński Park Narodowy, Słowiński Park Narodowy (1974-75).
- cykle "Polska latem" i "Polska zimą" dla TVP2 - prezentacje historyczno-turystyczne: "Mrzeżyno- Trzęsacz", "Pałuki", "Cedynia-Siekierki", "Stargard Szczeciński", "Wał Pomorski", Lębork (1987-88).
- cotygodniowy cykl "Magazyn Globtrotera" dla TVP Regionalna – publicystyczna prezentacja reportaży i filmów dokumentalnych ze wszystkich stron świata (297 programów - 1992-2000)
- filmy podróżnicze dla TVP1, m.in.: ze Szwecji, Belgii, Francji, Hiszpanii, Japonii, Kostaryki, Panamy, Meksyku i Belize (1988-2002).

## Nagrody
- III nagroda na Festiwalu Filmów Żeglarskich – Katowice 84 (film – "Regaty Jesienne")
- Nagroda Prezesa Komitetu ds. Radia i TV z okazji 30-lecia Naczelnej Redakcji Sportu i Turystyki TVP – 1983
- Nagroda Prezesa Komitetu ds. Radia i TV (doroczna) za "Szczególne osiągnięcia w dziedzinie reportażu społecznego" – 1987
- Brązowa Odznaka "Zasłużony dla Rozwoju Kultury Fizycznej" - GKKFiS - 1980
- Srebrny Krzyż Zasługi - 1987